# Maison de Petar Tucaković à Čestin
La maison de Petar Tucaković à Čestin (en serbe cyrillique : Кућа Петра Туцаковића у Честину ; en serbe latin : Kuća Petra Tucakovića u Čestinu) se trouve à Čestin, dans la municipalité de Knić et dans le district de Šumadija, en Serbie. Elle est inscrite sur la liste des monuments culturels protégés de la République de Serbie (identifiant no SK 2017).

## Présentation
La maison de Petar Tucaković a été construite dans la première moitié du XIXe siècle, peut-être en 1817, pour servir de demeure à la famille de ce voïvode qui a joué un rôle important à l'époque du prince Miloš Obrenović.
Elle a été construite selon le principe des colombages sur un terrain en pente qui a permis le creusement d'une cave. Elle repose sur des fondations peu profondes en pierres concassées et en pierres de taille ; les murs sont constitués de chaume aggloméré grâce à un amalgame à base de boue séchée ; ils sont enduits de mortier et peints en blanc. La maison se caractérise par un porche-galerie doté de sept piliers en chêne et par un toit à quatre pans recouvert de tuiles.
La maison est subdivisée en trois espaces : celui de la « maison » proprement dite (en serbe : kuća), une pièce pour la famille et une pièce pour les hôtes. Le porche permet d'accéder à la pièce pour les hôtes et à la « maison », tandis que, de ladite « maison », on accède à une pièce plus petite sans doute construite plus tard. Entre la « maison » et la pièce des hôtes se trouve un foyer intégré dans le mur.
La maison de Petar Tucaković offre un exemple rare de maison collective de la première moitié du XIXe siècle construite avec des éléments empruntés aux maisons de ville ; sa dimension et certains éléments architecturaux marquent l'importance de son propriétaire. En plus de sa valeur architecturale, elle revêt une importance historique dans la mesure où elle est associée au nom de Petar Tucaković, une personnalité célèbre de l'époque du prince Miloš.